# Alfred Harth
Alfred Harth, conosciuto anche come Alfred 23 Harth e A23H (...), è un artista multimediale, fotografo, musicista e compositore tedesco.

## Gruppi
- Just Music (1967-1972), Lp ECM1002
- E.M.T. (1972-1974) con Nicole Van den Plas, Sven-Ake Johansson, Lp SAJ/FMP + Laubhuette Production
- Duo Goebbels/Harth (1975-1988) con Heiner Goebbels - concerti a Milano, Bologna ecc.
- La Cosiddetta Banda Della Sinistra Rivoluzionaria (1976-1981) – concerti a Venezia
- Cassiber (1982-1984) con Christoph Anders, Chris Cutler, Heiner Goebbels
- Cassix (1983) con Franco Fabbri, Umberto Fiori, Pino Martini, Chris Cutler, Heiner Goebbels - concerti a Festival Montepulciano, RAI recording
- Gestalt et Jive (1984-1987) con Anton Fier, Steve Beresford, Ferdinand Richard, Uwe Schmitt, Peter Hollinger
- Duo Alfred Harth / John Zorn (1987)
- Trio Peter Brötzmann / Alfred Harth / Sonny Sharrock (1987)
- Notes on Planet Shikasta (1987) con Paul Bley, Phil Minton, Maggie Nicols, Barre Phillips – concerti a Alte Oper, Francoforte sul Meno etc., Lp "This Earth!" ECM1264
- Vladimir Estragon (1988/9) con Phil Minton, Ulrike Haage, FM Einheit
- Oh Moscow (1987-1993) con Lindsay Cooper, Sally Potter, Phil Minton, Elvira Plenar, Hugh Hopper, Marilyn Mazur – concerti a Festival Imola ecc.
- Trio Trabant A Roma (1993/4) con Phil Minton, Lindsay Cooper
- QuasarQuartet (1992/3) con Simon Nabatov, Mark Dresser/Vitold Rek, Vladimir Tarasov
- Golden Circle (1995) con David Murray, Fred Hopkins, Dougie Bowne - concerti a Festival Francoforte sul Meno
- Trio Viriditas (2000-2002) con Wilber Morris, Kevin Norton- concerti a Vision Festival New York ecc.
- Expedition (2001 - ) con Hans Tammen, Chris Dahlgren, Jay Rosen - concerti a Knitting Factory New York
- LaubhuetteStudio (2002 - ) a Seul
- Otomo Yoshihide Ensembles (2004 - ) – concerti a Firenze, Reggio Emilia, Venezia, Ginevra  ecc.
- 7k Oaks (2007 - ) con Luca Venitucci, Massimo Pupillo (Zu), Fabrizio Spera - concerti a Roma etc., CD "7000 Oaks" (2007),"Entelechy" (2011) , Die Schachtel, Milano
- Taste Tribes (2008 - ) con Günter Müller, Hans-Joachim Irmler (Faust) - concerti a Ginevra ecc.
- Duo Gift Fig (2009 - ) con Carl Stone, CD Gift Fig (2012)